# Matteo Bobbi

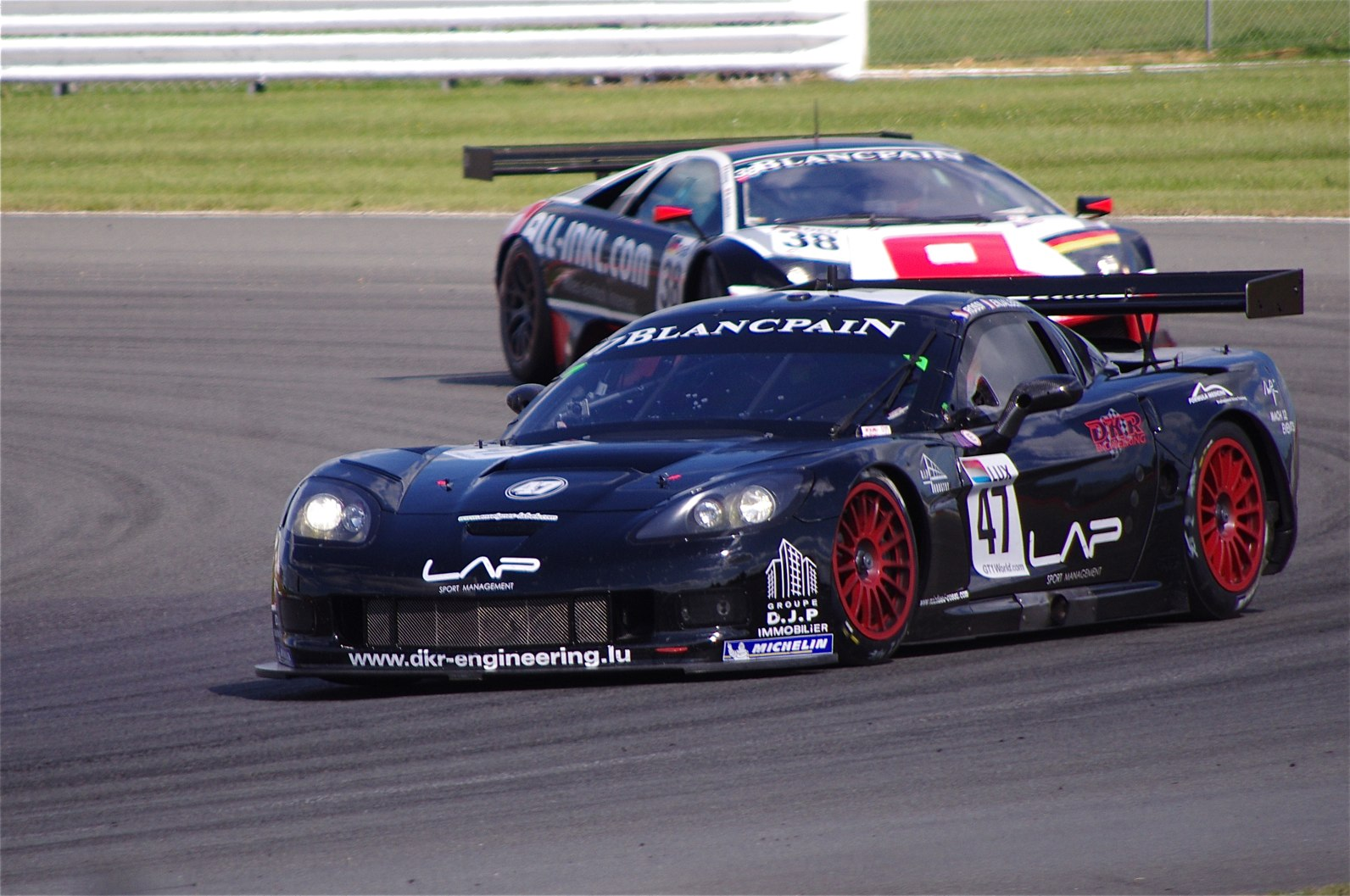
Matteo Bobbi tävlande för DKR Engineering med Michaël Rossi i en Chevrolet Corvette Z06 på Silverstone Circuit 2011.

Matteo Bobbi, född 2 juni 1978 i Milano, är en italiensk racerförare.

## Racingkarriär
Bobbi blev sexa i Macaus Grand Prix 2001. Han var sedan testförare för Minardi i Formel 1 under ett par säsonger och var tredjeförare för stallet i San Marino 2003.
Bobbi vann under sin första säsong i FIA GT GT1-klassen 2003 och kom sedan tvåa 2004. Han tävlade därefter i Grand-Am 2005, dock utan större framgångar. 
Säsongen 2006 återkom Bobbi till FIA GT, denna gången med AF Corse och Ferrari i GT2. Han slutade där på en andraplats i mästerskapet, bakom Jaime Melo. Senare tävlade Bobbi i enstaka långlopp, då han saknade fast förarplats.